# Paratheuma andromeda
Paratheuma andromeda là một loài nhện trong họ Desidae.
Loài này thuộc chi Paratheuma. Paratheuma andromeda được miêu tả năm 1989 bởi Beatty & Berry.